# Mąż pod łóżkiem
Mąż pod łóżkiem – polska komedia z 1967 roku na podstawie noweli Fiodora Dostojewskiego. Film z cyklu Komedie pomyłek.

## Obsada
- Bronisław Pawlik - Andreicz
- Marian Jastrzębski - mąż Lizy
- Irena Szczurowska - Liza
- Roman Wilhelmi - młodzieniec spod łóżka
- Józef Łodyński - kamerdyner

## Opis fabuły
Andreicz podejrzewa swoją żonę o zdradę. Nie mogąc pozbyć się wątpliwości, postanawia ją śledzić. Ale zagalopowawszy się w śledczych zapędach, Andreicz przypadkowo trafia do obcego mieszkania, gdzie zmuszony jest ukryć się pod łóżkiem.